# Гарсия, Ливай
Ливай Гарси́я (англ. Levi Garcia; род. 20 ноября 1997, Санта-Флора, Сипария) — тринидадский футболист, нападающий московского «Спартака» и сборной Тринидада и Тобаго.

## Клубная карьера

### Ранние годы
В возрасте 14 лет Гарсия поступил в футбольный колледж «Шива Бойс Хинду» в Пенале, а также поступил на молодёжную программу в клуб T&TEC. В течение следующих двух лет Гарсия поочерёдно выступал за команду колледжа «Шива Бойс Хинду» и местный молодёжный клуб «Сипария Спурс». В 2012 году Гарсия привёл команду «Шива Бойз» к победе в Южной зоне Футбольной лиги средних школ и клуб стал одним из участников Кубка Тринидада и Тобаго. Во время турнира Гарсия забил один мяч в трёх матчах, что помогло команде «Шива Бойс» продвинуться по турнирной сетке, прежде чем они уступили в четвертьфинале. Проведя предыдущий год в молодёжной программе клуба, Гарсия дебютировал на профессиональном уровне за T&TEC в чемпионате Тринидада и Тобаго в возрасте 15 лет.
В марте 2014 года Гарсия подписал свой первый профессиональный контракт с клубом «Сентрал» из чемпионата Тринидада и Тобаго сроком на два года. Однако ещё до своего первого появления за клуб в сентябре 2014 года, когда он играл за молодёжную сборную Тринидада и Тобаго во время квалификации к чемпионату КОНКАКАФ среди игроков до 20 лет, его заметил голландский агент Хамфри Нейман. Впоследствии с помощью Футбольной ассоциации Тринидада и Тобаго Гарсии было разрешено принять участие в трёхнедельном просмотре в одном из клубов Нидерландов.

### АЗ
Гарсия проходил просмотр в АЗ и 20 февраля 2015 года, после успешного просмотра в клубе, он подписал контракт на три года с опцией продления ещё на два года. Однако из-за действующего трудового законодательства Европейского Союза он не мог начать свою профессиональную карьеру до 20 ноября, до достижения восемнадцатилетия. Во время подготовки клуба к сезону 2015/16, Гарсия тренировался и получал особое внимание от бывшего игрока сборной Нидерландов Марко ван Бастена, который в начале года работал помощником тренера клуба, прежде чем уйти из АЗ. 24 января 2016 года Гарсия дебютировал за АЗ в матче чемпионата Нидерландов против «Фейеноорда», выйдя на замену вместо Дабнея дос Сантоса на 68-й минуте, когда его клуб вёл со счётом 4:1. В возрасте 18 лет и 65 дней Гарсия стал самым молодым тринидадским футболистом, сыгравшим за европейский клуб, побив рекорд, ранее принадлежавший бывшему нападающему «Астон Виллы» Дуайту Йорку. Неделю спустя он забил свой первый мяч за АЗ менее чем через минуту, после выхода на замену на 71-й минуте в матче против клуба НЕК, завершившемся победой со счётом 3:0 и став тем самым вторым самым молодым автором гола за клуб в истории. В своём дебютном сезоне за АЗ Гарсия провёл во всех турнирах девять матчей, забил один мяч и отдал одну голевую передачу.
Ливая постепенно интегрировали в состав АЗ, однако ожидаемого прогресса никак не происходило и клуб делал ставку в атаке на Ваута Вегхорста, а самым перспективным юным форвардом считался Майрон Боаду, а Гарсия же был третьим-четвёртым выбором тренера. С 2016 по 2017 года также выступал в составе фарм-клуба «Йонг АЗ» во Втором дивизионе. 18 января 2018 года был арендован роттердамским «Эксельсиором» до конца сезона 2017/18. Дебютировал за клуб 28 января 2018 года в матче 20-го тура чемпионата Нидерландов против «Роды» (1:2), выйдя на 66-й минуте игры. Свой единственный мяч за «Эксельсиор» Гарсия забил 10 марта 2018 года в матче 27-го тура чемпионата Нидерландов против «ВВВ-Венло» (3:2), отличившись на 35-й минуте игры. Всего за клуб провёл 15 матчей, забил один мяч и отдал две голевые передачи. После завершения арендного соглашения вернулся в АЗ, с которым у него истёк контракт и Гарсия стал свободным агентом. Всего за АЗ он провёл во всех турнирах 43 матча, забил четыре мяча и отдал шесть голевых передач.

### «Ирони» и «Бейтар»
В мае 2018 года было объявлено, что Гарсия присоединится к клубу израильской Премьер-лиги «Ирони Кирьят-Шмона» на сезон 2018/19. Дебютировал за клуб 25 августа 2018 года в матче 1-го тура чемпионата Израиля против клуба «Хапоэль» из Беэр-Шевы (1:1), выйдя в стартовом составе. Свой первый мяч за «Ирони» он забил 16 сентября 2018 года в матче 3-го тура чемпионата Израиля против клуба «Маккаби» из Нетании (1:0), отличившись на 60-й минуте встречи и принеся тем самым своей команде победу в матче. Всего в сезоне 2018/19 Гарсия провёл за «Ирони» во всех турнирах 22 матча и забил три мяча.
30 мая 2019 года Гарсия подписал контракт с иерусалимским «Бейтаром» на три года. Дебютировал за клуб 25 августа 2019 года в матче 1-го тура чемпионата Израиля против клуба «Хапоэль» из Беэр-Шевы (0:0), выйдя в стартовом составе. Свой первый мяч за «Бейтар» он забил 19 октября 2019 года в матче 7-го тура чемпионата Израиля против клуба «Серция Несс Циона» (4:0), отличившись на 38-й минуте игры. 20 января 2020 года Гарсия в матче 19-го тура чемпионата Израиля против клуба «Маккаби» из Нетании (3:1) оформил дубль, отличившись на 40-й и 68-й минутах игры. Всего в сезоне 2019/20 Гарсия провёл за «Бейтар» во всех турнирах 33 матча, забил шесть мячей и отдал три голевые передачи. Вместе с клубом стал обладателем Кубка Тото.

### АЕК (Афины)
16 сентября 2020 года Гарсия перешёл в афинский АЕК, подписав контракт до лета 2025 года. Сумма трансфера составили 2,6 миллиона евро за 60 % прав на футболиста. Дебютировал за АЕК 27 сентября 2020 года в матче 3-го тура чемпионата Греции против клуба «Ламия» (3:0), выйдя в стартовом составе, а на 14-й минуте игры Гарсия также отличился своим дебютным мячом за клуб. 13 декабря 2020 года Гарсия в матче 12-го тура чемпионата Греции забил мяч прямым ударом с углового в выездной победе со счётом 4:3 над «Аполлоном Смирнисом». 14 января 2021 года Гарсия забил мяч прямым ударом со штрафного, принеся своей команде выездную победу со счётом 1:0 над «Арисом». 16 июня 2021 года Гарсия был признан игроком сезона в АЕКе. Всего в сезоне 2020/21 провёл во всех турнирах за клуб 35 матчей, забил шесть мячей и отдал семь голевых передач. 14 мая 2022 года Гарсия в матче плей-офф чемпионата Греции против «Ариса» (2:3) оформил дубль, отличившись на 53-й и 59-й минутах игры. В сезоне 2021/22 Гарсия провёл за АЕК во всех турнирах 39 матчей, забил восемь мячей и отдал шесть голевых передач. 24 октября 2022 года в матче 9-го тура чемпионата Греции против «Левадиакоса» (2:0) Гарсия забил два мяча на 50-й и 70-й минутах встречи, принеся тем самым своей команде победу.
9 февраля 2023 года Гарсия оформил дубль в первом матче 1/4 финала Кубка Греции против «Олимпиакоса», забив на 3-й минуте игры и в компенсированное ко второму тайму время. 24 мая 2023 года Гарсия участвовал в финальном матче Кубка Греции против клуба ПАОК (2:0), в котором он вместе с клубом стал его обладателем. По итогам сезона 2022/23 вместе с АЕКом стал чемпионом Греции. Всего в сезоне 2022/23 Гарсия принял участие в 37 матчах за клуб, забив 18 мячей и отдав семь голевых передач и стал лучшим бомбардиром АЕКа в сезоне. 2 августа 2023 года Гарсия подписал новый контракт с АЕК, действующий до лета 2028 года. В период с 18 декабря 2023 года по 14 января 2024 года Гарсия забил семь мячей в пяти матчах, в том числе оформив дубли в ворота «Волоса» (3:0) и «Панатинаикоса» (2:2). 18 февраля 2024 года отличился двумя забитыми мячами в матче 23-го тура чемпионата Греции против «Кифисьи» (3:0), отличившись на 19-й и 24-й минутах встречи. 10 марта 2024 года Гарсия в первом матче плей-офф чемпионата Греции против «Ламии» (4:0) оформил дубль, выйдя в конце второго тайма и отличившись на 88-й минуте игры, а также в компенсированное ко второму тайму время. В сезоне 2023/24 провёл за клуб во всех турнирах 27 матчей, забил 14 мячей и отдал четыре голевые передачи. 1 августа 2024 года в матче второго квалификационного раунда Лиги конференций УЕФА против клуба «Интер» из Эскальдеса (4:0) Гарсия оформил хет-трик. Всего за АЕК выступал с 2020 по 2025 год, проведя 160 матчей, забив 56 мячей и отдав 27 голевых передач.

### «Спартак» (Москва)
7 февраля 2025 года Гарсия перешёл в московский «Спартак», подписав контракт на 3,5 года. Сумма трансфера составила 18,7 миллионов евро, таким образом, тринидадец стал самым дорогим трансфером в истории российского клуба на тот момент. В новом клубе он стал выступать под 11-м игровым номером. Дебютировал за «Спартак» 2 марта 2025 года в матче 19-го тура чемпионата России против «Оренбурга» (2:0), выйдя на 74-й минуте игры вместо Кристофера Мартинса. Свой первый мяч за клуб забил 29 апреля 2025 года в матче второго этапа 1/2 финала пути регионов Кубка России против московского «Динамо» (2:1), отличившись на 51-й минуте встречи. Первый мяч в чемпионате России забил 24 мая 2025 года в матче 30-го тура против «Химок» (5:0), отличившись 82-й минуте с передачи Маркиньоса.

## Карьера в сборной

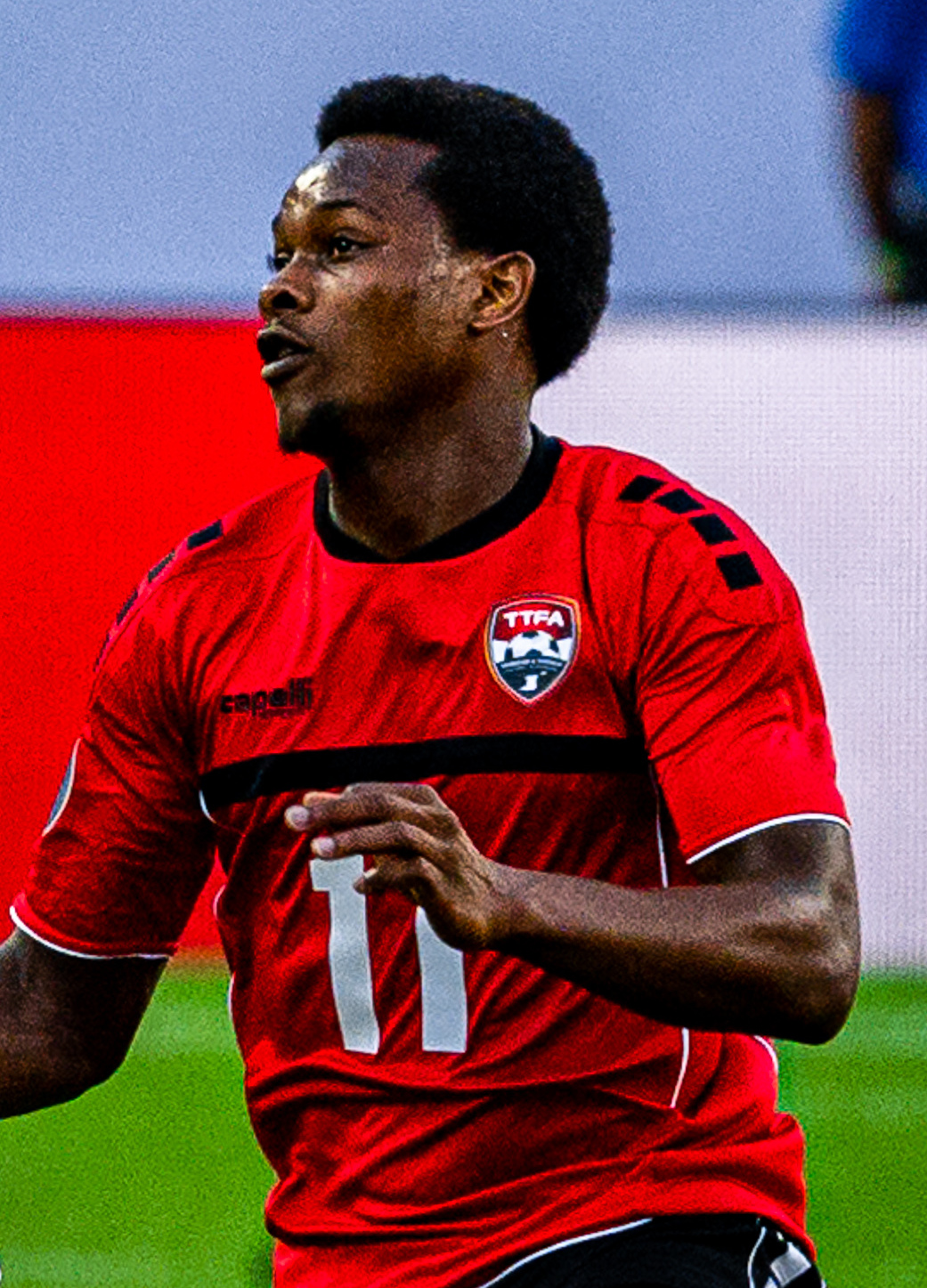
Гарсия в составе сборной Тринидада и Тобаго в 2019 году

### Юношеские и молодёжные сборные
Гарсия вызывался в юношеские и молодёжную команды своей страны. 29 июля 2012 года Гарсия дебютировал за сборную Тринидада и Тобаго до 17 лет, заменив Брента Сэма во второй половине матча квалификации на чемпионат КОНКАКАФ 2013 года среди игроков до 17 лет. Во время континентального турнира он дважды подряд выходил в стартовом составе: в проигранном матче с Канадой и в матче с Коста-Рикой, в котором он вместе со своей сборной одержал победу со счётом 2:0 и вышел в плей-офф. Однако после поражения со счётом 4:2 от сборной Панамы, Тринидаду и Тобаго не хватило одной победы, чтобы выйти на чемпионат мира 2013 года среди юношеский команд.
С сентября 2014 года Гарсия начал представлять Тринидад и Тобаго до 20 лет в матчах отборочного турнира и чемпионата КОНКАКАФ среди молодёжных команд 2015 года. Гарсия четыре раза появлялся на поле во время чемпионата КОНКАКАФ, однако его сборная заняла четвёртое место в своей группе, одержав всего одну победу, и не смогли пройти отбор на чемпионат мира среди молодёжных команд 2015 года.

### Национальная сборная
За сборную Тринидада и Тобаго Гарсия дебютировал 25 марта 2016 года в рамках отборочного турнира к чемпионату мира 2018 года в гостевом матче против сборной Сент-Винсента и Гренадин (3:2), в котором он вышел на замену на 62-й минуте и сделал дубль, принеся тринидадцам победу со счётом 3:2. Гарсия в возрасте 18 лет и 127 дней стал самым молодым игроком сборной Тринидада и Тобаго, забившим мяч в отборочном матче на чемпионат мира. 25 марта 2022 года оформил хет-трик в товрищеском матче против сборной Барбадоса (9:0).

## Стиль игры
Гарсия — профильный крайний нападающий, который во всех клубах до АЕК играл именно на этой позиции. Но тренер Матиас Альмейда, возглавивший греческий клуб в 2022 году, перевёл его в центр атаки, где он за следующие три сезона за клуб забил 42 мяча.
Гарсия быстрый нападающий, он здорово прыгает и хорошо играет головой. У Ливая необычный дриблинг, за счёт природных качеств и импровизации у него часто получаются сольные проходы. Ливай умеет бить с обеих ног. Он здорово координирован и при получении мяча старается очень быстро разворачивать корпус в сторону чужих ворот.

## Достижения

### Командные
«Бейтар»
- Обладатель Кубка Тото: 2019/20[англ.]

АЕК
- Чемпион Греции: 2022/23
- Обладатель Кубка Греции: 2022/23

### Личные
- Игрок сезона в клубе АЕК: 2020/21[англ.][35]
- Входит в состав символической сборной сезона чемпионата Греции (2): 2020/21[68], 2022/23[69]

### Рекорды
- Самый молодой тринидадский футболист в Европе: 18 лет и 65 дней[11]
- Самый молодой тринидадский автор забитого мяча в Европе: 18 лет и 71 день[13]

## Личная жизнь
Ливай Гарсия вырос в многодетной семье: у его родителей было пятеро детей. С двумя братьями Натаниэлем (род. 1993) и Джудой (род. 2000) он выступает за сборную Тринидада и Тобаго. Также у Ливая есть старший брат Даниэль и две сестры Карла и Аданна. В детстве трое братьев часами играли в футбол на заднем дворе. Ливай приписывает своё раннее влечение к футболу старшему брату Даниэлю, который поощрял Ливаю стать лучшим игроком и арендовывал машину или заказывал такси, чтобы тот мог посещать тренировки и матчи молодёжной команды.
15 июня 2025 года Гарсия женился на своей возлюбленной Лике Арринделл.

## Статистика

### Клубная
| Выступление          | Выступление      | Выступление      | Лига | Лига | Кубок | Кубок | Еврокубки | Еврокубки | Прочие | Прочие | Итого | Итого |
| Клуб                 | Лига             | Сезон            | Игры | Голы | Игры  | Голы  | Игры      | Голы      | Игры   | Голы   | Игры  | Голы  |
| -------------------- | ---------------- | ---------------- | ---- | ---- | ----- | ----- | --------- | --------- | ------ | ------ | ----- | ----- |
| АЗ                   | Эредивизи        | 2015/16          | 8    | 1    | 1     | 0     | —         | —         | —      | —      | 9     | 1     |
| АЗ                   | Эредивизи        | 2016/17          | 17   | 1    | 2     | 0     | 8         | 1         | 1      | 0      | 28    | 2     |
| АЗ                   | Эредивизи        | 2017/18          | 4    | 0    | 2     | 1     | —         | —         | —      | —      | 6     | 1     |
| АЗ                   | Итого            | Итого            | 29   | 2    | 5     | 1     | 8         | 1         | 1      | 0      | 43    | 4     |
| Йонг АЗ              | Второй дивизион  | 2016/17          | 8    | 5    | —     | —     | —         | —         | —      | —      | 8     | 5     |
| Йонг АЗ              | Второй дивизион  | 2017/18          | 9    | 2    | —     | —     | —         | —         | —      | —      | 9     | 2     |
| Йонг АЗ              | Итого            | Итого            | 17   | 7    | —     | —     | —         | —         | —      | —      | 17    | 7     |
| → Эксельсиор         | Эредивизи        | 2017/18          | 15   | 1    | —     | —     | —         | —         | —      | —      | 15    | 1     |
| → Эксельсиор         | Итого            | Итого            | 15   | 1    | —     | —     | —         | —         | —      | —      | 15    | 1     |
| Ирони (Кирьят-Шмона) | Премьер-лига     | 2018/19          | 13   | 1    | 2     | 0     | —         | —         | 7      | 2      | 22    | 3     |
| Ирони (Кирьят-Шмона) | Итого            | Итого            | 13   | 1    | 2     | 0     | —         | —         | 7      | 2      | 22    | 3     |
| Бейтар (Иерусалим)   | Премьер-лига     | 2019/20          | 22   | 4    | 3     | 1     | —         | —         | 8      | 1      | 33    | 6     |
| Бейтар (Иерусалим)   | Итого            | Итого            | 22   | 4    | 3     | 1     | —         | —         | 8      | 1      | 33    | 6     |
| АЕК (Афины)          | Суперлига        | 2020/21          | 19   | 4    | 5     | 1     | 4         | 0         | 7      | 1      | 35    | 6     |
| АЕК (Афины)          | Суперлига        | 2021/22          | 23   | 4    | 4     | 1     | 2         | 0         | 10     | 3      | 39    | 8     |
| АЕК (Афины)          | Суперлига        | 2022/23          | 23   | 11   | 6     | 4     | —         | —         | 8      | 3      | 37    | 18    |
| АЕК (Афины)          | Суперлига        | 2023/24          | 12   | 11   | 1     | 0     | 6         | 1         | 8      | 2      | 27    | 14    |
| АЕК (Афины)          | Суперлига        | 2024/25          | 16   | 5    | 3     | 0     | 3         | 5         | —      | —      | 22    | 10    |
| АЕК (Афины)          | Итого            | Итого            | 93   | 35   | 19    | 6     | 15        | 6         | 33     | 9      | 160   | 56    |
| Спартак (Москва)     | Премьер-лига     | 2024/25          | 11   | 1    | 4     | 2     | —         | —         | —      | —      | 15    | 3     |
| Спартак (Москва)     | Премьер-лига     | 2025/26          | 3    | 0    | 0     | 0     | —         | —         | —      | —      | 3     | 0     |
| Спартак (Москва)     | Итого            | Итого            | 14   | 1    | 4     | 2     | —         | —         | —      | —      | 18    | 3     |
| Всего за карьеру     | Всего за карьеру | Всего за карьеру | 203  | 51   | 33    | 10    | 23        | 7         | 49     | 12     | 308   | 80    |

1. ↑  Плей-офф чемпионата Нидерландов; плей-офф чемпионата Израиля; плей-офф чемпионата Греции.

### Сборная
| Матчи и голы Ливая Гарсии за сборную Тринидада и Тобаго | Матчи и голы Ливая Гарсии за сборную Тринидада и Тобаго | Матчи и голы Ливая Гарсии за сборную Тринидада и Тобаго | Матчи и голы Ливая Гарсии за сборную Тринидада и Тобаго | Матчи и голы Ливая Гарсии за сборную Тринидада и Тобаго | Матчи и голы Ливая Гарсии за сборную Тринидада и Тобаго | Матчи и голы Ливая Гарсии за сборную Тринидада и Тобаго |
| ------------------------------------------------------- | ------------------------------------------------------- | ------------------------------------------------------- | ------------------------------------------------------- | ------------------------------------------------------- | ------------------------------------------------------- | ------------------------------------------------------- |
| №                                                       | Дата                                                    | Оппонент                                                | Счёт                                                    | Голы                                                    | Соревнование                                            |                                                         |
| 1                                                       | 25 марта 2016                                           | Сент-Винсент и Гренадины                                | 3:2                                                     | 2                                                       | Отборочный турнир к ЧМ-2018                             |                                                         |
| 2                                                       | 29 марта 2016                                           | Сент-Винсент и Гренадины                                | 6:0                                                     | —                                                       | Отборочный турнир к ЧМ-2018                             |                                                         |
| 3                                                       | 23 мая 2016                                             | Перу                                                    | 0:4                                                     | —                                                       | Товарищеский матч                                       |                                                         |
| 4                                                       | 27 мая 2016                                             | Уругвай                                                 | 2:3                                                     | —                                                       | Товарищеский матч                                       |                                                         |
| 5                                                       | 2 сентября 2016                                         | Гватемала                                               | 2:2                                                     | —                                                       | Отборочный турнир к ЧМ-2018                             |                                                         |
| 6                                                       | 6 сентября 2016                                         | США                                                     | 0:4                                                     | —                                                       | Отборочный турнир к ЧМ-2018                             |                                                         |
| 7                                                       | 5 октября 2016                                          | Доминиканская Республика                                | 4:0                                                     | —                                                       | Золотой кубок КОНКАКАФ 2017                             |                                                         |
| 8                                                       | 10 октября 2016                                         | Мартиника                                               | 0:2                                                     | —                                                       | Золотой кубок КОНКАКАФ 2017                             |                                                         |
| 9                                                       | 11 ноября 2016                                          | Коста-Рика                                              | 0:2                                                     | —                                                       | Отборочный турнир к ЧМ-2018                             |                                                         |
| 10                                                      | 15 ноября 2016                                          | Гондурас                                                | 1:3                                                     | —                                                       | Отборочный турнир к ЧМ-2018                             |                                                         |
| 11                                                      | 24 марта 2017                                           | Панама                                                  | 1:0                                                     | —                                                       | Отборочный турнир к ЧМ-2018                             |                                                         |
| 12                                                      | 6 октября 2017                                          | Мексика                                                 | 1:3                                                     | —                                                       | Отборочный турнир к ЧМ-2018                             |                                                         |
| 13                                                      | 10 октября 2017                                         | США                                                     | 2:1                                                     | —                                                       | Отборочный турнир к ЧМ-2018                             |                                                         |
| 14                                                      | 12 ноября 2017                                          | Гренада                                                 | 2:2                                                     | —                                                       | Товарищеский матч                                       |                                                         |
| 15                                                      | 15 ноября 2017                                          | Гайана                                                  | 1:1                                                     | —                                                       | Товарищеский матч                                       |                                                         |
| 16                                                      | 23 марта 2018                                           | Гваделупа                                               | 1:0                                                     | —                                                       | Товарищеский матч                                       |                                                         |
| 17                                                      | 25 марта 2018                                           | Мартиника                                               | 0:0                                                     | —                                                       | Товарищеский матч                                       |                                                         |
| 18                                                      | 20 марта 2019                                           | Уэльс                                                   | 0:1                                                     | —                                                       | Товарищеский матч                                       |                                                         |
| 19                                                      | 5 июня 2019                                             | Япония                                                  | 0:0                                                     | —                                                       | Товарищеский матч                                       |                                                         |
| 20                                                      | 10 июня 2019                                            | Канада                                                  | 0:2                                                     | —                                                       | Товарищеский матч                                       |                                                         |
| 21                                                      | 18 июня 2019                                            | Панама                                                  | 0:2                                                     | —                                                       | Золотой кубок КОНКАКАФ 2019                             |                                                         |
| 22                                                      | 22 июня 2019                                            | США                                                     | 0:6                                                     | —                                                       | Золотой кубок КОНКАКАФ 2019                             |                                                         |
| 23                                                      | 26 июня 2019                                            | Гайана                                                  | 1:1                                                     | —                                                       | Золотой кубок КОНКАКАФ 2019                             |                                                         |
| 24                                                      | 6 сентября 2019                                         | Мартиника                                               | 1:1                                                     | —                                                       | Лига наций КОНКАКАФ 2019/2020                           |                                                         |
| 25                                                      | 9 сентября 2019                                         | Мартиника                                               | 2:2                                                     | —                                                       | Лига наций КОНКАКАФ 2019/2020                           |                                                         |
| 26                                                      | 10 октября 2019                                         | Гондурас                                                | 0:2                                                     | —                                                       | Лига наций КОНКАКАФ 2019/2020                           |                                                         |
| 27                                                      | 14 октября 2019                                         | Венесуэла                                               | 0:2                                                     | —                                                       | Товарищеский матч                                       |                                                         |
| 28                                                      | 25 марта 2021                                           | Гайана                                                  | 3:0                                                     | 1                                                       | Отборочный турнир к ЧМ-2022                             |                                                         |
| 29                                                      | 28 марта 2021                                           | Пуэрто-Рико                                             | 1:1                                                     | —                                                       | Отборочный турнир к ЧМ-2022                             |                                                         |
| 30                                                      | 5 июня 2021                                             | Багамские Острова                                       | 0:0                                                     | —                                                       | Отборочный турнир к ЧМ-2022                             |                                                         |
| 31                                                      | 8 июня 2021                                             | Сент-Китс и Невис                                       | 2:0                                                     | —                                                       | Отборочный турнир к ЧМ-2022                             |                                                         |
| 32                                                      | 25 марта 2022                                           | Барбадос                                                | 9:0                                                     | 3                                                       | Товарищеский матч                                       |                                                         |
| 33                                                      | 29 марта 2022                                           | Гайана                                                  | 1:1                                                     | 1                                                       | Товарищеский матч                                       |                                                         |
| 34                                                      | 3 июня 2022                                             | Никарагуа                                               | 1:2                                                     | —                                                       | Лига наций КОНКАКАФ 2023/2024                           |                                                         |
| 35                                                      | 6 июня 2022                                             | Багамские Острова                                       | 1:0                                                     | —                                                       | Лига наций КОНКАКАФ 2023/2024                           |                                                         |
| 36                                                      | 10 июня 2022                                            | Сент-Винсент и Гренадины                                | 2:0                                                     | 1                                                       | Лига наций КОНКАКАФ 2023/2024                           |                                                         |
| 37                                                      | 13 июня 2022                                            | Сент-Винсент и Гренадины                                | 4:1                                                     | —                                                       | Лига наций КОНКАКАФ 2023/2024                           |                                                         |
| 38                                                      | 22 сентября 2022                                        | Таджикистан                                             | 1:2                                                     | —                                                       | Товарищеский матч                                       |                                                         |
| 39                                                      | 25 сентября 2022                                        | Таиланд                                                 | 1:2                                                     | —                                                       | Товарищеский матч                                       |                                                         |
| 40                                                      | 25 июня 2023                                            | Сент-Китс и Невис                                       | 3:0                                                     | —                                                       | Золотой кубок КОНКАКАФ 2023                             |                                                         |
| 41                                                      | 28 июня 2023                                            | Ямайка                                                  | 1:4                                                     | —                                                       | Золотой кубок КОНКАКАФ 2023                             |                                                         |
| 42                                                      | 2 июля 2023                                             | США                                                     | 0:6                                                     | —                                                       | Золотой кубок КОНКАКАФ 2023                             |                                                         |
| 43                                                      | 16 ноября 2023                                          | США                                                     | 0:3                                                     | —                                                       | Лига наций КОНКАКАФ 2024/2025                           |                                                         |
| 44                                                      | 23 марта 2024                                           | Канада                                                  | 0:2                                                     | —                                                       | Лига наций КОНКАКАФ (квалификационный раунд)            |                                                         |
| 45                                                      | 5 июня 2024                                             | Гренада                                                 | 2:2                                                     | —                                                       | Отборочный турнир к ЧМ-2026                             |                                                         |
| 46                                                      | 6 июня 2025                                             | Сент-Китс и Невис                                       | 6:2                                                     | 1                                                       | Отборочный турнир к ЧМ-2026                             |                                                         |
| 47                                                      | 10 июня 2025                                            | Коста-Рика                                              | 1:2                                                     | 1                                                       | Отборочный турнир к ЧМ-2026                             |                                                         |
| 48                                                      | 19 июня 2025                                            | Республика Гаити                                        | 1:1                                                     | —                                                       | Золотой кубок КОНКАКАФ 2025                             |                                                         |
| 49                                                      | 22 июня 2025                                            | Саудовская Аравия                                       | 1:1                                                     | —                                                       | Золотой кубок КОНКАКАФ 2025                             |                                                         |

Итого: 49 матчей, 10 голов; 14 побед, 14 ничьих, 21 поражение.